# LS T3, KWOe T3
Die zweiachsigen Triebwagen LS T3 der Kleinbahn Lüneburg–Soltau und KWOe T3 der Kleinbahn Wittingen–Oebisfelde wurden 1938 von der Waggonfabrik Wismar in Wismar als Fahrzeuge mit Zug- und Stoßeinrichtung gebaut.
Die Triebwagen wurden von der OHE übernommen und haben dort die Bezeichnung OHE DT 0512 und 0513 erhalten. Der LS T3 wurde 1964 bei einem Unfall bei Hankensbüttel zerstört, der KWOe T3 wurde 1968 zum Beiwagen umgebaut und war bis 1977 in Betrieb.

## Geschichte und Einsatz
Die Fabriknummern der Waggonfabrik Wismar waren 38/21109 und 38/21113. Der Beschaffungspreis des KWOe T3 betrug 63.286 Reichsmark. Beide Wagen wurden bei ihren Erstgesellschaften mit T3 bezeichnet und gelangten 1944 in den Bestand der OHE.
Der LS T3 wurde bei einem Unfall in Hankensbüttel 1964 so schwer beschädigt, dass er ausgemustert und verschrottet wurde.
Der KWOe T3 übte bis 1968 seinen Dienst bei der OHE aus. Im selben Jahr wurde er ausgemustert und zu einem Beiwagen umgebaut. Bis 1977 wurde der Wagen noch verwendet und dann abgestellt. 1982 wurde er ausgemustert und verschrottet.

## Technische Merkmale/Ausstattung
Die Fahrzeuge der Waggonfabrik Wismar wirkten durch die abgerundeten Ecken modern. Die Wagenkästen waren nach den Grundsätzen des Leichtbaues der damaligen Zeit hergestellt und in Spantenbauart gefertigt. Zwischen den relativ kleinen Einstiegsräumen, in denen der Triebwagenführer seinen Arbeitsplatz hatte, befand sich das Fahrgastabteil mit 52 Sitzplätzen. Die Eingangstüren waren Schiebetüren. Zusätzlich waren Übergangseinrichtungen für das Zugpersonal in den Beiwagen vorhanden.
Nach dem Umbau des KWOe T3 zum Beiwagen waren diese Übergangstüren nicht mehr vorhanden, die geschlossene Stirnpartie hatte zwei Fenster.
Die Zweimaschinenanlage bestand aus zwei Dieselmotoren Daimler-Benz OM 67 und zwei Mylius-Getrieben.